# Плата, Жоао
Жоао Джимми Плата Котера (исп. Joao Jimmy Plata Cotera; род. 1 марта 1992, Гуаякиль, Эквадор) — эквадорский футболист, нападающий клуба «Дельфин». Выступал за сборную Эквадора.

## Клубная карьера

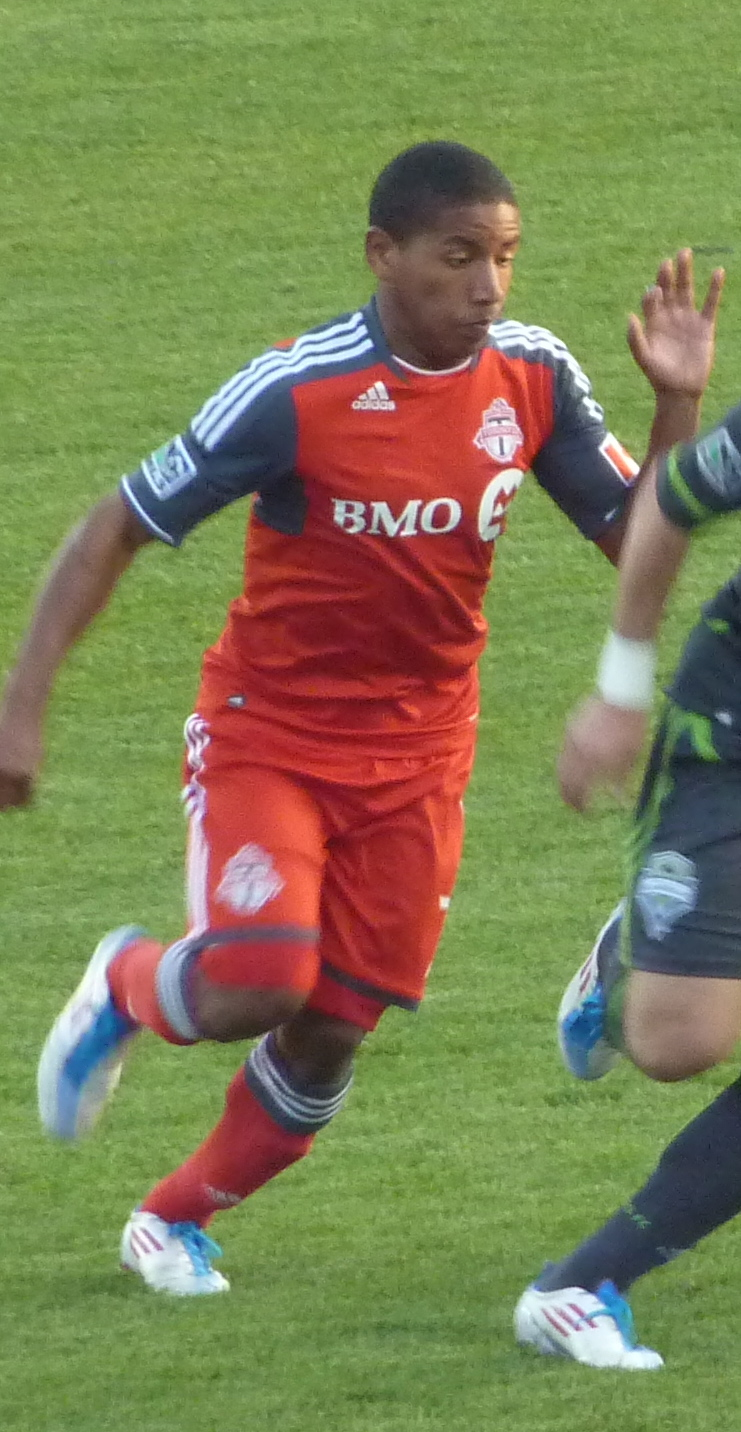
Плата в составе «Торонто»

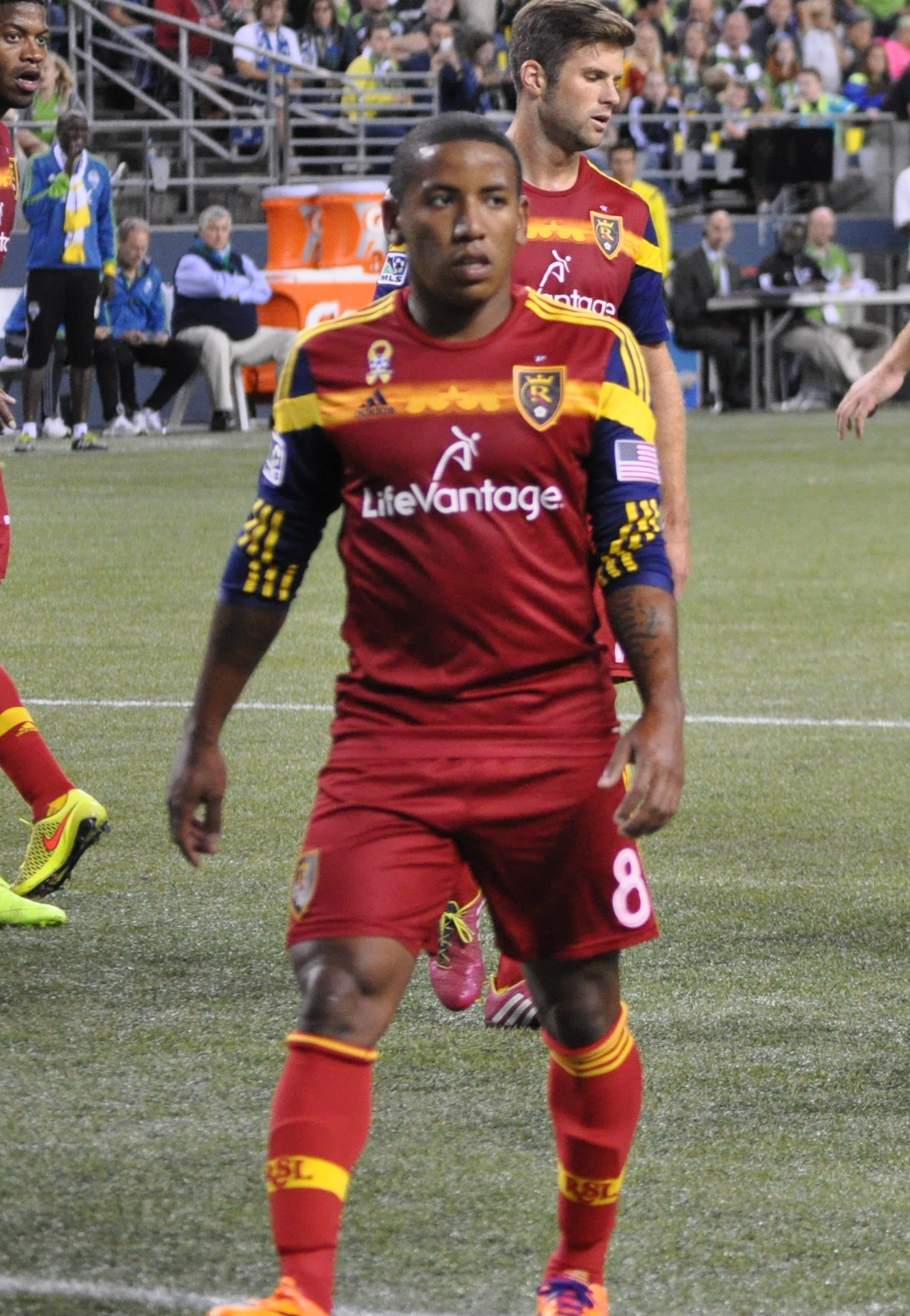
Плата в составе «Реал Солт-Лейк»

Плата начал карьеру выступая за молодёжные команды гуаякильской «Барселоны», «Альфаро Морено» и «ЛДУ Кито». 14 сентября 2010 года в матче против «Универсидад Католика» он дебютировал за последний клуб в эквадорской Примере. 18 октября в поединке против ЭСПОЛИ Жоао забил свой первый гол за «ЛДУ Кито». В своем дебютном сезоне он стал чемпионом страны.
24 марта 2011 года Плата на правах аренды перешёл в канадский «Торонто», после того как был выбран на супердрафте MLS 2011 в третьем раунде под общим 49-м номером. В североамериканской лиге он дебютировал 2 апреля в матче против «Чивас США», заменив во втором тайме Алена Стевановича. 7 мая в поединке против «Хьюстон Динамо» Жоао забил свой первый гол в MLS, реализовав пенальти. 10 января 2012 года «Торонто» выкупил трансфер Платы, подписав с ним многолетний контракт, а 11 июля того же года на правах аренды вернул в «ЛДУ Кито» на шесть месяцев. В составе «Торонто» он дважды выиграл Первенство Канады.
30 января 2013 года Плата перешёл в «Реал Солт-Лейк» в обмен на драфт-пик. За РСЛ он дебютировал 3 марта в матче стартового тура сезона 2013 против «Сан-Хосе Эртквейкс», заменив Робби Финдли на 65-й минуте и ассистировав голу Альваро Саборио на 71-й минуте. 19 мая в матче против «Чивас США» он забил свой первый гол за РСЛ. В этом же сезоне Плата помог команде выйти в финал Кубка MLS. 26 января 2015 года «Реал Солт-Лейк» перезаключил контракт с Платой в качестве молодого назначенного игрока. 27 февраля 2017 года Плата подписал с «Реал Солт-Лейк» новый многолетний контракт по правилу назначенного игрока. 6 апреля 2019 года Плата сыграл и забил гол за «Реал Монаркс», фарм-клуб «Реал Солт-Лейк» в Чемпионшипе ЮСЛ, в матче против «Рино 1868». 24 августа в матче против «Колорадо Рэпидз» он реализовал пенальти, забив свой первый гол в MLS за 364 дня. По окончании сезона 2019 РСЛ не стал продлевать контракт с Платой.
6 июля 2020 года Плата подписал двухлетний контракт с клубом чемпионата Мексики «Толука». За «дьяволов» он дебютировал 7 августа в матче против «Масатлана», заменив с началом второго тайма Хонатана Майдану. Свой первый гол за «Толуку» он забил 24 января 2021 года в матче против «Некаксы». 15 июня «Толука» объявила об уходе Платы.
28 января 2022 года Плата пополнил состав эквадорского клуба «Дельфин».

## Международная карьера
2 июня 2011 года в товарищеском матче против сборной Канады Плата дебютировал за сборную Эквадора, заменив во втором тайме Майкла Арройо. 15 октября 2014 года в поединке против команды Сальвадора Жоао сделал «дубль», забив свои первые голы за национальную команду.

### Голы за сборную Эквадора
| # | Дата            | Место                         | Противник | Результат | Счёт | Соревнование      |
| - | --------------- | ----------------------------- | --------- | --------- | ---- | ----------------- |
| 1 | 15 октября 2014 | Ред Булл Арена, Гаррисон, США | Сальвадор | 0:1       | 1:5  | Товарищеский матч |
| 2 | 15 октября 2014 | Ред Булл Арена, Гаррисон, США | Сальвадор | 0:3       | 1:5  | Товарищеский матч |

## Достижения
Командные
 ЛДУ Кито
- Чемпионат Эквадора: 2010

 «Торонто»
- Первенство Канады: 2011, 2012

Личные
- Лучший игрок Первенство Канады: 2011[27]